# Casa monetăriei din Cluj-Napoca
Casa monetăriei din Cluj-Napoca (str. Emile Zola nr.4) a fost edificată la începutul secolului al XVII-lea, așa precum o indică și o inscripție veche de pe un zid al clădirii. 

## Descriere
A fost denumită în trecut “Domus cementaria et auricuoria” și era lipită de zidul estic al vechii cetăți a Clujului. 
Cu prilejul sistematizării străzilor din zonă, aspectul "Casei monetăriei" a fost schimbat radical.